# Teenage Mutant Ninja Turtles: Fall of the Foot Clan
Teenage Mutant Ninja Turtles: Fall of the Foot Clan is een Game Boy spel uit 1990 geproduceerd door Konami. Het spel is gebaseerd op de strips en eerste animatieserie van de Teenage Mutant Ninja Turtles.
Dit eerste Game Boy spel van de Turtles is een simpel platformspel waarin de vier Turtles, Leonardo, Michelangelo, Raphael, en Donatello, moeten vechten met Krang en Shredder om April O'Neil te redden. Wel was dit het eerste spel met Krang als de laatste eindbaas en niet Shredder.

## Knoppen
De knoppen en hun functies kunnen bij aanvang van het spel worden aangepast om het beste aan te sluiten bij wat de speler makkelijk vindt.
Het spel kent enkele knoppencombinaties voor speciale aanvallen. Bijvoorbeeld: aanvallen terwijl de Turtle in kruippositie zit zorgt dat de Turtle een shuriken werpt, en aanvallen tijdens het springen resulteert in een springschop.

## Speelwije
Het spel bestaat uit vijf levels (stages). De vijanden zijn voornamelijk Foot Clan soldaten, maar ook Mousers en Roadkill Rodney’s (die in het eerste arcadespel ook voorkwamen.
Als de gezondheidsmeter van een Turtle leeg is, wordt hij gevangen en moet de speler een andere Turtle kiezen om mee door te vechten. Als alle vier de Turtles zijn gevangen is het spel voorbij. Door verborgen minispellen in elk level op te sporen en uit te spelen kan een speler zijn gezondheid weer verhogen of zelfs gevangen Turtles terugkrijgen. Een andere manier om de gezondheidsmeter weer aan te vullen is door pizza te vinden.

## Levels
- Stage 1 - City Streets and Sewers (Baas: Rocksteady)
- Stage 2 - Factory (Baas: Bebop)
- Stage 3 - Convoy (Baas: Dr. Baxter Stockman)
- Stage 4 - Mountain Caverns (Baas: Shredder)
- Stage 5 - Technodrome (Baas: Krang)

De speler kan kiezen in welk level hij/zij wil beginnen, maar om het einde van het spel te zien moeten alle levels vanaf stage 1 gehaald worden.